# Oreogrammitis reinwardtii
Oreogrammitis reinwardtii là một loài dương xỉ trong họ Polypodiaceae. Loài này được Blume Parris mô tả khoa học đầu tiên năm 2007.